# カマス
カマス（魳、梭子魚、梭魚、魣）は、スズキ目カマス科（学名：Sphyraenidae）に分類される魚類の総称。カマス科はカマス属のみ1属で構成され、オニカマスなど27種が記載される。バラクーダ（Barracuda）という英名でも知られている。秋冬時期のカマスを特に「霜降りカマス」という。

## 分布・生態
すべて海水魚で、太平洋・インド洋・大西洋の熱帯・亜熱帯域に幅広く分布する。主に沿岸域に生息し、サンゴ礁や岩礁の周囲で群れを形成し、活発に泳ぎ回る。食性は魚食性で、イワシなど他の魚類を貪欲に捕食する。ヒトに対して攻撃性を示す魚類の一つであり、一部の地域ではサメよりも危険な存在と捉えられている。
ほとんどの種類が釣魚あるいは食用魚として利用され、定置網・延縄などで漁獲される。肉は白身で淡白だが、生では水っぽく柔らかいため、刺身で食べられることは少ない。ほとんどが干物・塩焼き・から揚げなどに加工される。

## 形態
細長い円筒形の体型をもち、全長は20-30cmほどの種類から2mに達することもあるオニカマスまでさまざまである。口は大きく、やや突き出た下顎には鋭く強靭な歯を備える。側線がよく発達する一方、鰓耙はないか退化的。
背鰭は2つあり、互いの間隔は広く離れている。前方の背鰭は5本の棘条からなり、後方は1棘9軟条。胸鰭は体側のやや低い位置にある。小離鰭をもたない。椎骨は24個。

## 分類
Nelson（2016）の体系において1属27種が認められている。本体系はカマス科をサバ亜目で最も原始的なグループとして位置付けていたが、分子系統解析ではアジ、カジキ、カレイ等と同じ系統 (Carangiformes) に属し、特にアカメ科、アクタウオ等と近縁であるという結果が得られている。
本稿では、FishBaseに記載される1属29種についてリストする。
- カマス属 Sphyraena

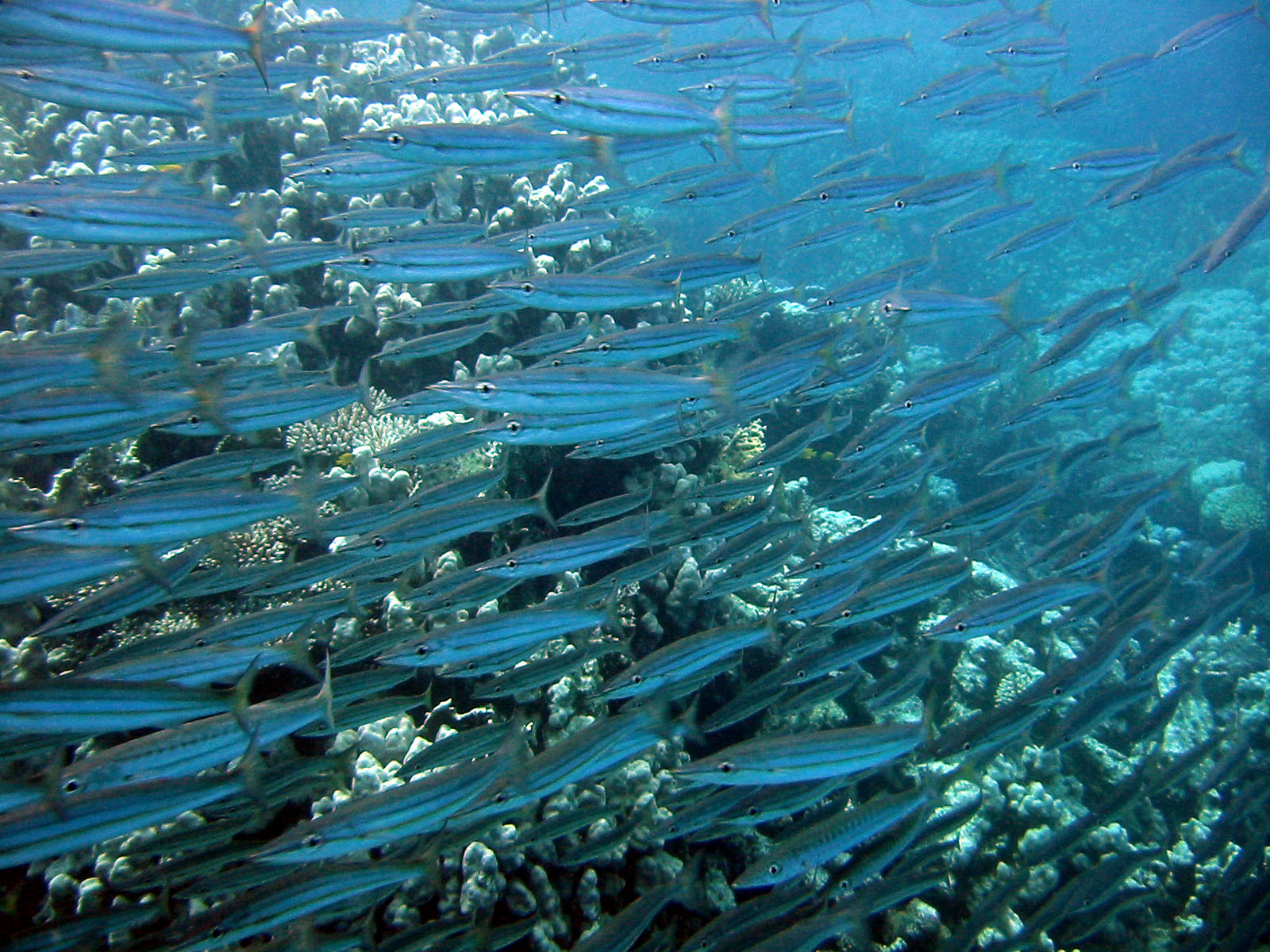
タイワンカマス（Sphyraena flavicauda）。インド太平洋に広く分布し、水平方向に長い群れを作る

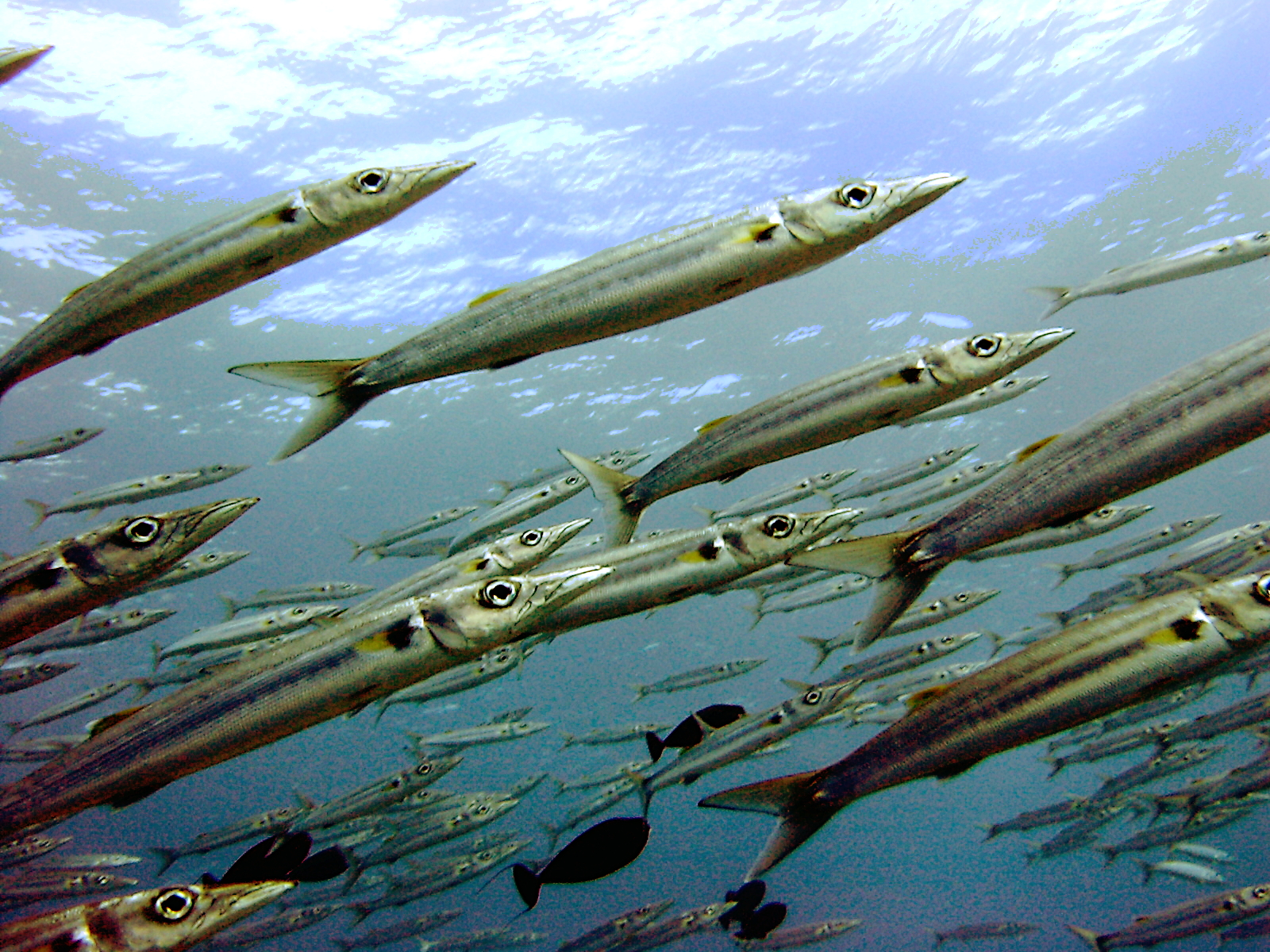
オオメカマス（Sphyraena forsteri）。和名の通り大きな眼が特徴

  - オオヤマトカマス Sphyraena acutipinnis
  - ニシアフリカオオカマス Sphyraena afra
  - ヤシャカマス Sphyraena arabiansis
  - Sphyraena argentea
  - オニカマス Sphyraena barracuda
  - Sphyraena borealis
  - Sphyraena chrysotaenia
  - Sphyraena ensis
  - タイワンカマス Sphyraena flavicauda
  - オオメカマス Sphyraena forsteri
  - テナガカマス Sphyraena guachancho
  - Sphyraena helleri
  - イブリカマス Sphyraena iburiensis[8]
  - Sphyraena idiastes
  - Sphyraena intermedia
  - ヤマトカマス Sphyraena japonica
  - トラカマス[9] Sphyraena jello
  - Sphyraena lucasana
  - ホソカマス Sphyraena novaehollandiae
  - ダルマカマス Sphyraena obtusata
  - タイセイヨウカマス Sphyraena picudilla
  - アカカマス Sphyraena pinguis
  - オオカマス Sphyraena putnamae
  - タツカマス Sphyraena qenie
  - モトカマス Sphyraena sphyraena
  - Sphyraena tome
  - Sphyraena viridensis
  - Sphyraena waitii

## 主な種類
- アカカマス Sphyraena pinguis （英：red barracuda）

全長50cm。和名のとおり体が赤っぽく、体側に1本の黒い縦縞がある。腹鰭が背鰭より前にある。鱗はヤマトカマスと比べて大きい。北海道以南から南シナ海まで分布する。
- ヤマトカマス Sphyraena japonica （英：Japanese barracuda）

全長35cm。アカカマスに比べて小型で、体色は青味がかり、体側の縦帯を欠く。腹鰭は背鰭と同じか、やや後方に位置する。鱗は小さく剥がれやすい。アカカマスに対して「ミズカマス」とよばれることもある。関東、能登半島以南から南シナ海まで分布する。タチウオの仕掛けに掛かることがある。
- オニカマス Sphyraena barracuda （英：great barracuda）

全長180cmに達する大型種。世界中の熱帯海域に広く分布する。食用にされていたが、産地によってはシガテラ毒（シガトキシン）を持つため、バラムツ、アブラソコムツ、イシナギ（肝臓のみ）と並び、食品衛生法により販売禁止となっている。
- オオカマス Sphyraena putnamae Jordan & Seale, 1905